# Ducado
Um ducado é um território, feudo, ou domínio governado por um duque ou duquesa.
Alguns ducados foram soberanos em áreas que seriam reinos unificados somente durante a era moderna (como Alemanha e Itália). Em contrapartida, outros distritos foram subordinados desses reinos que unificaram, total ou parcialmente durante a era medieval (como Inglaterra, França, e Espanha).
Para a história dos ducados como uma instituição, consulte a entrada em Duque.

## Exemplos
Tradicionalmente, um grão-duque, tais como os de Luxemburgo, era em geral independente e soberano de suas terras. Ducados soberanos eram comuns no Sacro Império Romano e em áreas de língua alemã.
Na França, um número de ducados existia no período medieval. A rainha Elizabeth II do Reino Unido ainda reivindica o título medieval francês de duquesa da Normandia devido à soberania inglesa sobre as Ilhas do Canal. Outros importantes ducados franceses foram Borgonha, Bretanha e Aquitânia.
O alemão medieval Ducados de Stem (Alemão: Stammesherzogtum, literalmente "ducado tribal") eram associados ao Reino Merovíngio e correspondian às áreas de assentamento das grandes tribos germânicas.  Eles formaram os núcleos dos principais estados feudais que compunham o Sacro Império Romano-Germânico. Estes foram Schwaben, Bayern e Sachsen em tempos pré-carolíngio, a que Franken e Lothringen foram adicionados em tempos pós-carolíngio.
Na Inglaterra medieval, os territórios de Lancashire e Cornwall foram elevados a ducados, com certos poderes decorrentes de seus duques. O Ducado de Lancaster foi criado em 1351 mas tornou-se fundido com a Coroa, quando, em 1399, o duque, Henry Bolingbroke ascendeu ao trono da Inglaterra, como Henrique IV.

### Grão-ducados
Artigo principal: Grão-ducado
- Grão-Ducado de Baden
- Grão-Ducado da Finlândia
- Grão-Ducado de Hesse
- Grão-Ducado da Lituânia
- Grão-Ducado de Luxemburgo
- Grão-Ducado da Toscana

### Ducados em Portugal
- Lista de ducados em Portugal

### Ducados na Áustria, Alemanha, Itália e Países Baixos
- Ducado de Acerenza
- Ducado da Apúlia
- Ducado da Áustria
- Ducado da Baviera
- Ducado de Brabante
- Ducado de Brema
- Ducado de Brunsvique
- Ducado da Caríntia
- Ducado de Carniola
- Ducado de Ferrara
- Ducado da Francônia
- Ducado de Gelders
- Ducado de Holstein
- Ducado de Lauenburgo
- Ducado de Leuchtenberg
- Ducado de Limburgo
- Ducado da Alta Lorena
- Ducado da Baixa Lorena
- Ducado de Luxemburgo
- Ducado de Magdeburgo
- Ducado de Mântua
- Ducado de Mecklenburgo
- Ducado de Milão
- Ducado de Módena
- Ducado de Oldemburgo
- Ducado de Parma
- Ducado da Pomerânia
- Ducado de Salzburgo
- Ducado de Saboia
- Ducado da Saxônia
- Ducado de Schleswig
- Ducado de Espoleto
- Ducado da Estíria
- Ducado da Suábia
- Ducado de Vurtemberga

### Ducado na Dinamarca
- Ducado de Schleswig

### Ducados na Inglaterra
Artigo principal: Ducados na Inglaterra
- Ducado de Lancaster

### Ducados em França
- Ducado de Anjou
- Ducado da Aquitânia
- Ducado de Berry
- Ducado da Bretanha
- Ducado da Borgonha
- Ducado da Normandia
- Ducado de Orléans

### Ducado no Brasil
- Ducado de Caxias
- Ducado do Ceará
- Ducado de Goiás
- Ducado de Santa Cruz

### Ducados na Polônia
- Ducado da Prússia
- Ducado de Varsóvia

### Ducados de ficção
- Ducado de Atreides da Série Duna por Frank Herbert
- Grão-Ducado do Jeuno (do Final Fantasy XI)
- Ducado do Dollet (do Final Fantasy VIII)